# Малятин
Малятин (укр. Малятин) — село, входит в Гощанскую поселковую общину Ровненского района Ровненской области Украины.
Население по переписи 2001 года составляло 366 человек. Почтовый индекс — 35414. Телефонный код — 3650. Код КОАТУУ — 5621285401.